# Amotinamiento junker
El Amotinamiento junker fue un levantamiento fallido de ciertos cadetes (junker, leído 'yúnker') de Petrogrado el 29 de octubrejul./ 11 de noviembre de 1917greg. contra el nuevo Gobierno bolchevique surgido del Segundo Congreso Panruso de los Soviets.
El alzamiento fue preparado por el comité central del Partido Social-Revolucionario (PSR) y respaldado por el Comité para la Salvación de la Patria. Debilitadas las fuerzas bolcheviques por el ataque de Kérenski contra Petrogrado, que obligó a los bolcheviques a enviar a sus mejores unidades al sur de la capital, los confabulados consiguieron tomar en un primer momento el control de ciertos puntos estratégicos. Incapaces de lograr el apoyo de los regimientos cosacos de la capital, quedaron pronto sitiados en diversos edificios que las fuerzas leales al Gobierno bolcheviques acabaron por tomar.

## Preparativos

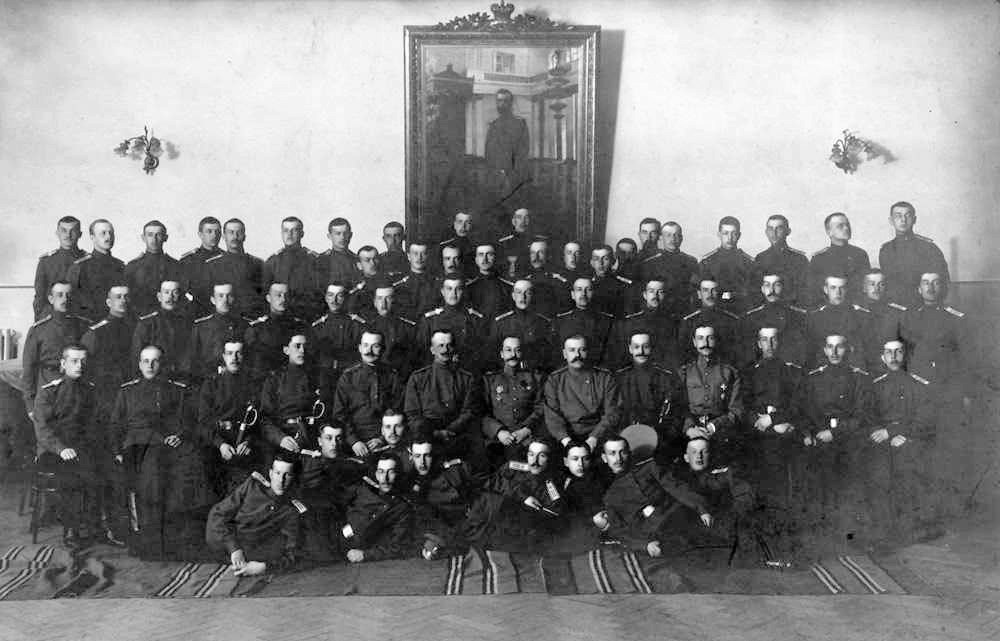
Junkers de la Academia Militar Vladímir en 1916. Los cadetes rechazaban la toma del poder por los bolcheviques.

Habiendo perdido el respaldo de las unidades militares de la capital y de los trabajadores para oponerse al nuevo gobierno del Sovnarkom de Lenin, el comité central del Partido Social-Revolucionario se vio obligado a solicitar la ayuda de los cadetes y cosacos de la ciudad, a pesar de las supuestas escasas simpatías de estos por los socialistas. Los junker eran cadetes de origen burgués y aristócrata, nacionalistas rusos. Divididos en su actitud hacia la Revolución de Febrero, rechazaban la de Octubre. Esta acentuó las tendencias conservadoras de los cadetes, a los que los socialrevolucionarios no controlaban. Entre los alumnos de las escuelas militares se contaban además miembros de la organización monárquica de Vladímir Purishkévich, que estaba dispuesto a aliarse con la fracción más conservadora de los socialrevolucionarios con tal de oponerse a los bolcheviques.
Entre los políticos de la capital, los antiguos ministros mencheviques, recientemente liberados, comenzaron a agitar a los funcionarios contra el nuevo Gobierno, alentando las huelgas; la presidencia del disuelto Preparlamento hizo un llamamiento a derrocarlo. El Comité para la Salvación de la Patria había llamado a los funcionarios y a la ciudadanía a rechazar el nuevo Gobierno bolchevique y se había proclamado su intención de formar un nuevo gabinete provisional.
Por su parte, los tres regimientos cosacos acuartelados en la capital se mostraban, a pesar de las simpatías de sus mandos, contrarios a oponerse al nuevo Gobierno y deseosos de regresar a sus hogares en el Don. A pesar de controlar el ayuntamiento de la capital —sede del Comité de Salvación— y con él la policía capitalina, el jefe de la milicia de la capital, N. V. Ivanov, no logró impedir que los bolcheviques se hiciesen con su control.

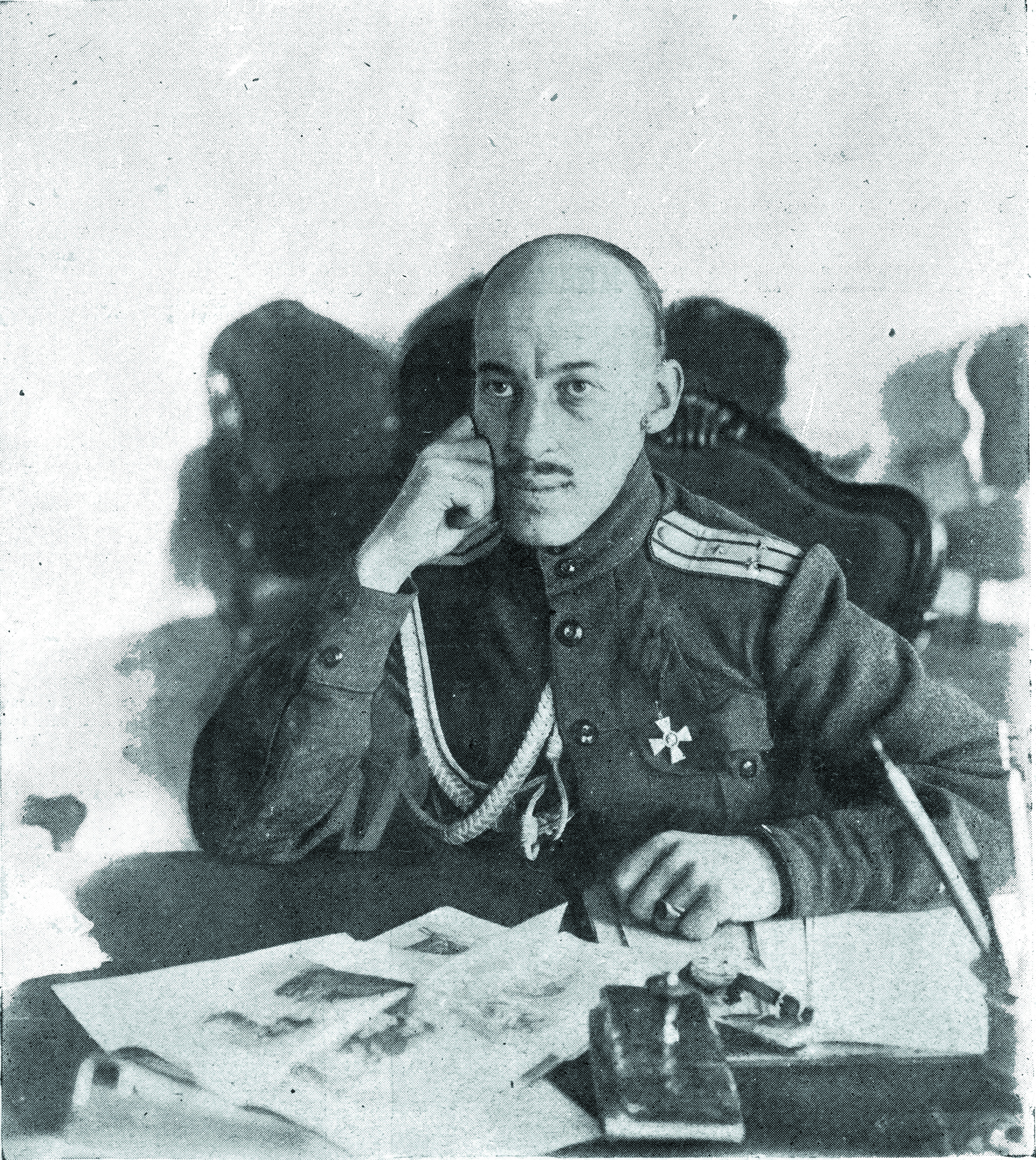
El coronel Gueorgui Polkóvnikov, desacreditado jefe del distrito militar de la capital que no había logrado desbaratar la Revolución de Octubre, recibió el mando del levantamiento de los dirigentes socialrevolucionarios.

La comisión militar socialrevolucionaria se convenció de que solo podía contar con el apoyo de los cadetes para sus planes de oposición armada al nuevo Gobierno. El partido activó sus células en las escuelas militares de infantería Vladímir y Pávlov y en la Escuela de Ingenieros Nikoláiev, y recibió un apoyo menor de otros centros. Partes de algunas de las unidades militares de la capital y, en especial, algunos oficiales, parecían favorecerles. El 26 de octubrejul./ 8 de noviembregreg., la comisión militar socialrevolucionaria aprobó el alzamiento contra los bolcheviques y los preparativos se prolongaron hasta el 28 de octubrejul./ 10 de noviembregreg.. Al día siguiente, el comité central del PSR y su comisión militar publicaron un manifiesto con su decisión de oponerse a la Revolución de Octubre y de formar un nuevo Gobierno; sin embargo, no estaba dispuesto a firmar una paz separada con los Imperios Centrales y no defendía la restauración del Gobierno provisional ruso. La impopularidad de este hacía que ni el PSR ni el Comité para la Salvación de la Patria decidiesen utilizar su autoridad para oponerse a la toma del poder por los bolcheviques.
En el último momento, el miembro del comité central del PSR encargado de los preparativos, Abraham Gotz, anunció que la operación pasaba a manos del desacreditado antiguo comandante del distrito militar de Petrogrado, el coronel Polkóvnikov, que el propio Kérenski había acusado de traición el 25 de octubrejul./ 7 de noviembregreg.. La comisión militar protestó en vano contra el nombramiento.
El intento del comité central de coordinar el alzamiento con la marcha sobre la capital de Kérenski fracasó cuando Gotz y Vladímir Zenzínov fueron arrestados y casi linchados por los marinos en la Estación del Báltico. Estos pretendían participar en la delegación de la capital que se trasladó a Gátchina a negociar el fin de los combates. El principal comisario militar del antiguo Gobierno provisional, Stankévich, sí que logró, sin embargo, dejar Petrogrado y entrevistarse con Kérenski; los dos decidieron retrasar el ataque y la ofensiva ante la lentitud del avance las fuerzas de Krasnov, la falta de infantería para apoyar a los cosacos y la escasez de municiones.
Polkóvnikov contaba con unos ochocientos treinta hombres, trescientos de ellos cadetes desarmados de la Escuela de Infantería Pávlov, y carecía de artillería. Los conspiradores contaban con lograr la victoria gracias al elemento sorpresa y al debilitamiento militar de los bolcheviques, que habían enviado a sus mejores tropas a tratar de frenar el avance de Kérenski.
El plan consistía en establecer el cuartel general de los sublevados en la Escuela de Ingeniería Nikoláiev y, desde allí, tomar la central de telefonía y otro edificio donde se guardaban vehículos blindados. Mientras, los cadetes de las academias Vladímir y Pávlov debían tomar la Fortaleza de San Pedro y San Pablo y marchar seguidamente contra el centro del poder bolchevique en el Instituto Smolny. Para dar tiempo al avance de Krasnov y Kérenski, la conferencia de comisión militar del PSR y del Comité para la Salvación de la Patria decidió aplazar un día el alzamiento la noche del 28 de octubrejul./ 10 de noviembregreg..

## El alzamiento
Esa misma noche, uno de los enviados para prevenir a las unidades, Aleksandr Arnóldovich Bruderer, que debía mandar a los cadetes de la Academia Militar Vladímir, fue detenido casualmente por una patrulla de la Fortaleza cuando abandonaba la mansión de Krzesińska, donde un batallón de asalto se disponía a unirse a los alzados. Los documentos que llevaba encima se llevaron de inmediato a las autoridades bolcheviques, que comenzaron a aplicar medidas para aplastar la rebelión. Polkóvnikov, por su parte, también se enteró de la detención y decidió comenzar el alzamiento sin más dilación, a pesar de que esto impedía recibir el apoyo previsto de las tropas de Krasnov.

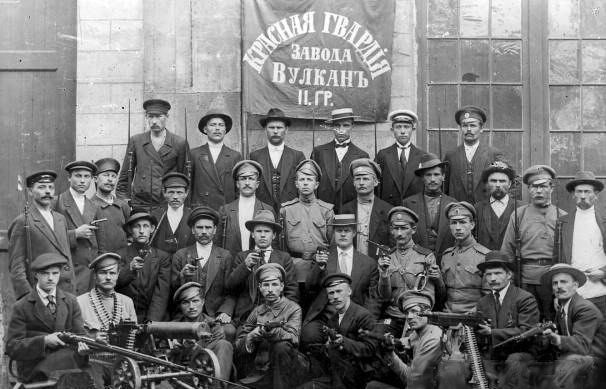
Guardias rojos de la fábrica Vulkán de la capital. Mucho más numerosos que los alzados y reforzados por marinos de la Flota del Báltico y soldados de la guarnición de la capital, lograron aplastar el levantamiento.

A las 2:00 a. m. del 29 de octubrejul./ 11 de noviembregreg., ordenó el alzamiento de las unidades militares de la capital. Los cadetes de la Academia de Ingenieros Nikoláiev se rebelaron y capturaron los vehículos blindados y la central telefónica según el plan trazado. En esta última detuvieron al comisario de Defensa, Vladímir Antónov-Ovséyenko, que se hallaba en el edificio realizando una inspección cuando lo tomaron por sorpresa los insurrectos. Capturaron además el Hotel Astoria y el Banco Estatal. Algunos socialrevolucionarios anunciaron entonces que los bolcheviques se hallaban reducidos al instituto Smolny y a la Fortaleza, con el objetivo de favorecer la rebelión.

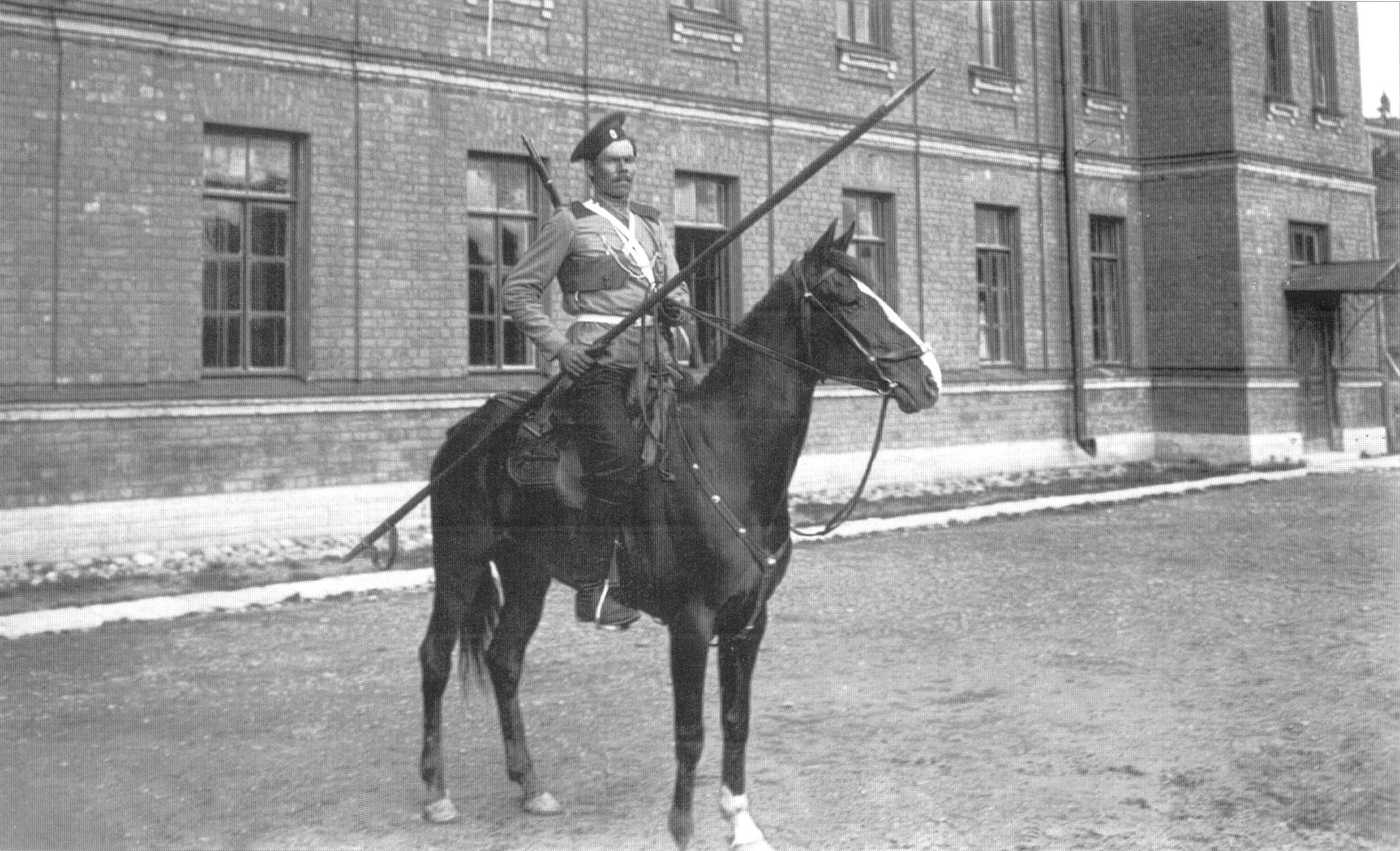
Cosaco del Regimiento de Guardias. La falta de apoyo al levantamiento de los regimientos cosacos acuartelados en la capital lo debilitó notablemente y facilitó su aplastamiento por las nuevas autoridades bolcheviques.

Por su parte, algunos veteranos heridos al mando del coronel Kuropatkin se dirigieron a la Academia Militar Vladímir para colaborar en el desarme de los soldados y ayudar a los cadetes de la misma en la acción contra la Fortaleza de la capital. Los intentos desesperados por lograr el apoyo de las unidades cosacas acuarteladas en la capital —los regimientos 1.º, 4.º y 14.º—, sin embargo, no fructificaron, a pesar de la intervención personal del propio Polkóvnikov y de importantes dirigentes socialrevolucionarios. Estos fracasaron en obtener el apoyo de soldados y obreros para el alzamiento.
La falta de apoyo cosaco permitió que las autoridades pudiesen enfrentarse sin problemas a los rebeldes gracias a unidades de trabajadores reforzadas con marinos y restos de las unidades de la capital.33 Al final del día, unos diez mil guardias rojos se enfrentaban a los cientos de cadetes alzados. La comisión militar revolucionaria bolchevique pudo aislar los focos rebeldes: la Academia Vladímir quedó rodeada poco después de la llegada del coronel Kuropatkin.
Los combates más duros se libraron en el asedio a la Academia Vladímir, que los bolcheviques lograron reducir gracias al uso de artillería. El mando rebelde no se decidió a reforzar los puntos bajo su control con las escasas tropas a su disposición y poco después se halló asediado por trabajadores mal armados pero decididos y numerosos. La academia de ingenieros depuso las armas cuando quedó claro que el alzamiento había fracasado. Polkóvnikov ordenó la rendición y por la tarde los bolcheviques tomaban los últimos reductos de los alzados.
Parte de los mandos que participaron en la intentona escaparon de la capital, como la mayoría del comité central de los socialrevolucionarios, que marchó a Gátchina. Los bolcheviques, por su parte, habiendo logrado el control de la ciudad y aplastado el levantamiento, pudieron entonces concentrar sus fuerzas en la derrota de las tropas de Kérenski cercanas a la capital. Los enfrentamientos causaron más muertos —unos doscientos— que los que se habían producido durante el asalto al Palacio de Invierno pocos días antes durante la Revolución de Octubre. Se produjeron además algunos casos de brutalidad contra los cadetes rendidos y las tropas gubernamentales, lincharon a algunos o los tiraron de los tejados, aunque Antónov-Ovséyenko logró salvar la vida de aquellos que lo habían detenido al comienzo de la rebelión.